# Doris Fisher, Baroness Fisher of Rednal

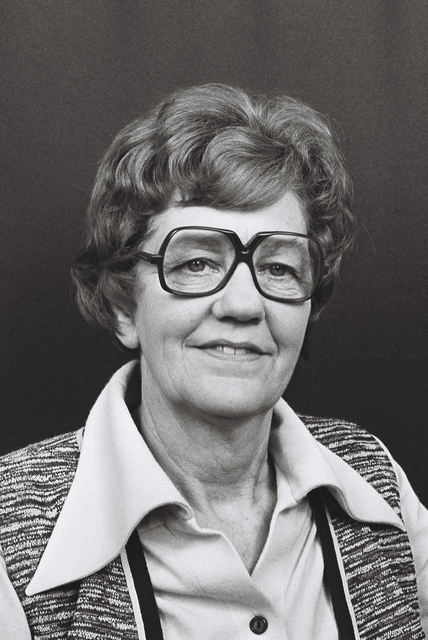
Doris Fisher, Baroness Fisher of Rednal

Doris Mary Gertrude Fisher, Baroness Fisher of Rednal (* 13. September 1919 in Birmingham, England; † 18. Dezember 2005 ebenda) war eine britische Politikerin der Labour Party. Seit 1974 war sie als Life Peeress Mitglied des House of Lords.

## Leben
Doris Mary Gertrude Fisher, geborene Satchwell, wurde als Tochter von Frederick James Satchwell geboren. Ihr Vater hatte als Soldat am Ersten Weltkrieg teilgenommen. Sie besuchte die Tinker's Farm Girls' School in Birmingham, das Co-operatives' Fircroft College und später das Bournville Day Continuation College.
Fisher war zunächst Hausfrau. 1945 trat sie in die Labour Party ein. Ihre politische Karriere begann in der Kommunalpolitik. 1952 wurde sie in das Birmingham City Council gewählt; dem Stadtrat von Birmingham gehörte sie als Mitglied bis 1974 an. Im Birmingham City Council war sie Vorsitzende des Bauausschusses (Housing Committee).
Fisher war im Jahr 1961 Präsidentin (National President) der Co-operative Party Guild. 1961 wurde sie Friedensrichterin.
1969 kandidierte sie im Wahlkreis Birmingham Ladywood bei der Nachwahl für das House of Commons, unterlag jedoch Wallace Lawler, dem Kandidaten der Liberal Democrats. Die Nachwahl war aufgrund des plötzlichen Todes von Victor Yates, dem Parlamentsabgeordneten der Labour Party im Wahlkreis Birmingham Ladywood, notwendig geworden. Im folgenden Jahr, bei den Britischen Unterhauswahlen 1970 gewann sie den Wahlkreis Birmingham Ladywood und gehörte bis 1974 dem House of Commons an. Nach einer Änderung der Wahlkreisgrenzen trat Fisher 1974 nicht erneut zur Wiederwahl an.
Von 1975 bis 1979 war Fisher Delegierte des Europäischen Parlaments in Straßburg.
Sie war von 1975 bis 1989 Mitglied (Member) der Warrington and Runcorn Development Corporation.

## Politische Schwerpunkte
Fishers besonderes Interesse galt im Verlauf ihrer politischen Karriere der Kommunalpolitik, insbesondere der Wohnungsbaupolitik. Im Mittelpunkt ihres politischen Wirkens standen die Belange der Stadt Birmingham. Sie war eine der ersten Politikerinnen, die sich in Großbritannien für den Bau von Sozialwohnungen einsetzte.
Sie wandte sich gegen die Ungleichbehandlung von Männern und Frauen bei der Benutzung öffentlicher Toiletten und Pissoirs und organisierte gemeinsam mit zwei weiteren Stadträtinnen eine Demonstration vor öffentlichen Toiletten in Birmingham, um die Benutzungsgebühr für Frauen abzuschaffen. Sie erklärte, sei ungerecht, dass Frauen für ein menschliches Bedürfnis bezahlen müssten.
Bei ihrer Antrittsrede im House of Commons kritisierte sie im November 1970 das Haushaltsbudget von Schatzkanzler Anthony Barber, Baron Barber; das Budget sei „durchsichtig“ und offenbare den „Zwiespalt zwischen Haben und Nicht-Haben“. Sie forderte eine einheitliche Gesetzgebung und Kontrolle hinsichtlich der Herstellung und Zusammensetzung von Fruchtlikören und Fruchtsäften. Sie trat dafür ein, dass Frauen, die wegen Autounfällen vor Gericht erscheinen mussten, von der Angabe ihres Alters befreit werden sollten.
Im Dezember 1991, im Alter von 72 Jahren, übernachtete Fisher in einem Schlaflager aus Pappkartons vor der St Philip’s Cathedral in Birmingham, um auf die Situation der Obdachlosen in Birmingham aufmerksam zu machen; ihre Aktion erregte großes Aufsehen.

## Mitgliedschaft im House of Lords
Am 2. Juli 1974 wurde Fisher zur Life Peeress ernannt und wurde Mitglied des House of Lords; sie trug den Titel Baroness Fisher of Rednal, of Rednal, in the City of Birmingham.
Ihre Antrittsrede hielt sie am 6. November 1974 zum Thema Agrarpolitik. Auch im House of Lords vertrat sie bis in die 1990er Jahre hinein insbesondere die Interessen Birminghams.
Im House of Lords wurde Fisher im September 1974 Vertreterin der Krone (Crown Representative) des General Medical Council; später war sie Vorsitzende der Esperanto Group. Von 1983 bis 1984 war sie Assistant Whip der Labour Party für den Themenbereich Umwelt und Umweltschutz. Sie war Vize-Präsidentin (Vice-President) des Institute of Trading Standards Administration.
Im Hansard sind Wortbeiträge Fishers im House of Lords aus den Jahren von 1974 bis 1997 dokumentiert. Am 19. März 1997 meldete sie sich in der Rentendebatte Pensions: Downrating during Hospitalisation letztmals zu Wort.

## Privates
Fisher heiratete am 20. April 1939, im Alter von 20 Jahren, den Metallarbeiter und Schlosser Joseph Fisher; ihr Mann arbeitete für den britischen Automobilkonzern British Leyland im Longbridge-Industriekomplex in Birmingham; er starb im Jahre 1978. Aus der Ehe gingen zwei Töchter hervor. Während einer Krankheit ihres Mannes sicherte sie zeitweise den Lebensunterhalt der Familie, indem sie Tageszeitungen vor den Eingangstoren der British Leyland-Fabrik in Longbridge verkaufte.
Doris Fisher starb im Dezember 2005 im Alter von 86 Jahren in Birmingham.